# Bitwa pod Jafą
Bitwa pod Jafą – ostatnie starcie Ryszarda Lwie Serce z muzułmanami w trakcie III wyprawy krzyżowej.
Na początku lipca 1192 roku Ryszard Lwie Serce przerwał prowadzone działania zbrojne i wycofał się do Akki, zamierzając zakończyć wojnę i wrócić do Anglii. Rozpoczęły się rokowania pokojowe ze stroną muzułmańską. Saladyn gotów był na daleko idące ustępstwa, domagał się jednak w zamian rozebrania fortyfikacji Askalonu. Ponieważ Ryszard nie godził się na rezygnację z tej ważnej dla krzyżowców twierdzy, w negocjacjach nastąpił impas.
Wykorzystując wycofanie się Ryszarda do Akki, w dniu 27 lipca 1192 roku wojska Saladyna wyruszyły z Jerozolimy. Jeszcze tego samego dnia dotarły do Jafy, rozpoczynając oblężenie. Po dwóch dniach saperzy dokonali wyłomu w murze i Saraceni wdarli się do miasta, pomimo zaciekłego oporu garnizonu zajmując je bez większych problemów. 49 obrońców schroniło się w cytadeli. Saladyn zagwarantował im bezpieczeństwo w razie poddania się, jednak z powodu trwającej na ulicach grabieży nie mogli oni na razie opuścić miasta.
Na wieść o ataku Saladyna Ryszard wysłał w stronę Jafy posiłki, sam zaś korzystając z pomocy floty genueńskiej i pizańskiej wyruszył w stronę miasta drogą morską. 31 lipca pięćdziesiąt statków Ryszarda stanęło pod Jafą. Widząc nadchodzącą pomoc, obrońcy z cytadeli natychmiast wznowili walkę. Zaatakowani znienacka przez oddziały z cytadeli i przybyłe posiłki Saraceni rzucili się do ucieczki, opuszczając miasto. Saladyn zdołał powstrzymać chaos w swoich szeregach i przegrupować się dopiero w położonej siedem kilometrów dalej Jazurze.
Po przybyciu Ryszarda rozpoczęto rokowania pokojowe. Saladyn zażądał, aby krzyżowcy wycofali się na linię Cezarei. Ryszard natomiast domagał się oddania mu w lenno Jafy i Askalonu. Ponieważ Saladyn odmawiał oddania tego ostatniego miasta, negocjacje zerwano. W międzyczasie do Jafy zaczęły zbliżać się wysłane przez Ryszarda drogą lądową oddziały. Saraceni, chcąc wykorzystać pozostały im czas, zdecydowali się wznowić działania wojenne.
Rankiem 5 sierpnia 1192 r. wojska Saladyna niespodziewanie uderzyły na obóz krzyżowców. Ryszard ustawił swoje wojska za niską palisadą z kołków namiotowych, mającą utrudnić szarżę kawalerii. Król ustawił swoich żołnierzy dwójkami osłoniętymi ogrodzeniem z tarcz i wbitych w ziemię włóczni. Pomiędzy nimi stanęli łucznicy. Muzułmanie wykonali łącznie siedem szarż, lecz żadna z nich nie zdołała złamać obrony krzyżowców. W godzinach popołudniowych Ryszard rozkazał łucznikom zasypać strzałami zmęczonego wroga. Następnie dowodzeni przez króla chrześcijanie uderzyli na Saracenów. Niewielki oddział muzułmanów zdołał przebić się bokiem pod miasto, jednak dzięki błyskawicznej reakcji Ryszarda nie zdołał go zająć. Wieczorem Saladyn nakazał przerwać bitwę i wycofał się do Jerozolimy.
Pomimo spektakularnego zwycięstwa krzyżowcy nie zdołali wykorzystać osiągniętego sukcesu, Ryszard zapadł bowiem na febrę. W dwa dni po bitwie Saladyn przybył do Ar-Ramli i nastąpiło wznowienie negocjacji pokojowych. Po długich rokowaniach w dniu 2 września 1192 roku podpisany został w końcu traktat, który oddawał krzyżowcom wszystkie miasta nadmorskie aż do Jafy włącznie. Chrześcijanie otrzymali prawo pielgrzymki do miejsc świętych i na zasadzie wzajemności prawo tranzytu przez ziemie muzułmańskie. Pomimo nalegań Ryszarda Saladyn nie zgodził się jednak na oddanie krzyżowcom Askalonu, który zgodnie z warunkami traktatu miał zostać zburzony.